# Башич, Мирза
Мирза Башич (босн. Mirza Bašić; род. 12 июля 1991, Сараево, СФРЮ) — боснийский профессиональный теннисист; победитель одного турнира ATP в одиночном разряде; игрок сборной Боснии и Герцеговины в Кубке Дэвиса.

## Общая информация
Родители Мирзы — Эюб и Весна по профессии врачи. Его брата зовут Дамир и он является тренером Мирзы.
Начал играть в теннис в возрасте шести лет. Любимая поверхность — хард, любимый турнир — Открытый чемпионат Австралии. Кумиром в мире тенниса в детстве был Роджер Федерер. Болеет за футбольный клуб Манчестер Сити.

## Спортивная карьера
Башич дебютировал за сборную Боснии и Герцеговины в отборочных раундах Кубка Дэвиса в мае 2007 года. В июле 2008 года он дебютировал АТП-туре, сыграв в парном разряде турнира в Умаге. Первый титул на турнирах серии «фьючерс» Башич выиграл в 2010 году. Дебютный турнир из серии «челленджер» он выиграл в мае 2013 года на родине в парном разряде.
В июне 2013 года Башичу через квалификацию удалось попасть на турнир АТП в Халле, где в первом раунде (240-й в мире на тот момент) босниец сумел обыграл № 22 в рейтинге Ежи Яновича. В июле 2015 года в Реканати Башич выиграл первый «челленджер» в одиночном разряде. В январе 2016 года он впервые через квалификацию пробился в основную сетку турнира серии Большого шлема и сыграл на Открытом чемпионате Австралии. Башич смог пройти во второй раунд, в котором проиграл № 6 в мире Томашу Бердыху. Он стал вторым игроком, представляющим Боснию и Герцеговину, после соотечественника Дамира Джумхура, который вышел в основную сетку Большого шлема. Летом того же года он получил приглашение выступить Олимпийских играх в Рио-де-Жанейро. Далеко пройти ему не удалось — в первом же раунде он проиграл Хуану Монако.
В марте 2017 года Башич победил на «челленджере» в Гвадалахаре. В октябре на турнире АТП в Москве Мирзе удалось впервые выйти в полуфинал в Мировом туре, начав свои выступления с квалификации. Сезон 2018 года он начал с выхода в четвертьфинал турнира в Дохе. В начале февраля 2018 года Мирза сумел одержать победу в своём первом большом финале, на турнире АТР 250 в Софии, на который он попал через квалификационный отбор. В полуфинале он сумел выбить с турнира первую ракетку соревнований и № 15 в мире Стэна Вавринку со счётом 7-6(6), 6-4. Соперником по решающему матчу был Мариус Копил из Румынии, которого Мирза обыграл в трёх сетах 7-6(6), 6-7(4), 6-4. Выступление в Софии позволило Башичу войти в топ-100 мирового рейтинга, а 19 февраля подняться на 74-ю строчку. В октябре 2018 года босниец вышел в четвертьфинал турнира в Москве.

## Рейтинг на конец года
| Год  | Одиночный рейтинг | Парный рейтинг |
| 2018 | 87                | 226            |
| 2017 | 138               | 574            |
| 2016 | 181               | 657            |
| 2015 | 135               | 786            |
| 2014 | 271               | 606            |
| 2013 | 248               | 390            |
| 2012 | 259               | 530            |
| 2011 | 290               | 1 213          |
| 2010 | 521               | 729            |
| 2009 | 1 016             | 789            |
| 2008 | 1 823             | 1 476          |
| 2006 |                   | 1 661          |

## Выступления на турнирах

### Финалы турнировATPв одиночном разряде (1)

#### Победа (1)
| Легенда                    |
| -------------------------- |
| Турниры Большого шлема (0) |
| Финал АТР-тура (0)         |
| ATP Мастерс 1000 (0)       |
| АТР 500 (0)                |
| АТР 250 (1)                |

| Титулы по покрытиям | Титулы по месту проведения матчей турнира |
| ------------------- | ----------------------------------------- |
| Хард (1)            | Зал (1)                                   |
| Грунт (0)           | Зал (1)                                   |
| Трава (0)           | Открытый воздух (0)                       |
| Ковёр (0)           | Открытый воздух (0)                       |

| №  | Дата            | Турнир          | Покрытие | Соперники в финале | Счёт              |
| 1. | 11 февраля 2018 | София, Болгария | Хард(i)  | Мариус Копил       | 7-6(6) 6-7(4) 6-4 |

### Финалы челленджеров и фьючерсов в одиночном разряде (17)

#### Победы (9)
| Условные обозначения |
| Челленджеры (2+1)    |
| Фьючерсы (7+2)       |

| Титулы по покрытиям | Титулы по месту проведения матчей турнира |
| ------------------- | ----------------------------------------- |
| Хард (4+1)          | Зал (1+1)                                 |
| Грунт (4+2)         | Зал (1+1)                                 |
| Трава (0)           | Открытый воздух (8+2)                     |
| Ковёр (1)           | Открытый воздух (8+2)                     |

| №  | Дата            | Турнир                        | Покрытие | Соперник в финале | Счёт           |
| 1. | 6 июня 2010     | Киселяк, Босния и Герцеговина | Грунт    | Мильян Нистен     | 6-3 6-0        |
| 2. | 4 сентября 2011 | Нови-Сад, Сербия              | Грунт    | Эдоардо Ерёмин    | 7-6(6) 6-3     |
| 3. | 13 октября 2012 | Анталья, Турция               | Хард     | Норберт Гомбош    | 6-4 6-4        |
| 4. | 31 марта 2013   | Тренто, Италия                | Ковёр(i) | Маттео Тревизан   | 7-6(4) 1-6 6-2 |
| 5. | 21 апреля 2013  | Аяччо, Франция                | Грунт    | Ромен Жуан        | 6-4 6-4        |
| 6. | 8 декабря 2013  | Анталья, Турция               | Хард     | Эдвард Корри      | 7-5 6-4        |
| 7. | 1 июня 2014     | Киселяк, Босния и Герцеговина | Грунт    | Томислав Бркич    | 7-5 6-4        |
| 8. | 26 июля 2015    | Реканати, Италия              | Хард     | Ричардас Беранкис | 6-4 3-6 7-6(4) |
| 9. | 26 марта 2017   | Гвадалахара, Мексика          | Хард     | Денис Шаповалов   | 6-4 6-4        |

#### Поражения (8)
| №  | Дата            | Турнир                        | Покрытие | Соперник в финале  | Счёт        |
| 1. | 19 февраля 2011 | Загреб, Хорватия              | Хард(i)  | Марсель Циммерманн | 3-6 7-5 4-6 |
| 2. | 28 мая 2011     | Приедор, Босния и Герцеговина | Грунт    | Томислав Бркич     | 4-6 6-7(9)  |
| 3. | 14 января 2012  | Глазго, Великобритания        | Хард(i)  | Михал Пшисенжний   | 1-6 6-7(7)  |
| 4. | 18 ноября 2012  | Иокогама, Япония              | Хард     | Маттео Виола       | 6-7(3) 3-6  |
| 5. | 10 мая 2014     | Добой, Босния и Герцеговина   | Грунт    | Адриан Партл       | 4-6 4-6     |
| 6. | 22 февраля 2015 | Вроцлав, Польша               | Хард(i)  | Фаррух Дустов      | 3-6 4-6     |
| 7. | 21 ноября 2015  | Брешиа, Италия                | Хард(i)  | Игорь Сейслинг     | 4-6 4-6     |
| 8. | 9 июля 2017     | Реканати, Италия              | Хард     | Виктор Галович     | 6-7(3) 4-6  |

### Финалы челленджеров и фьючерсов в парном разряде (7)

#### Победы (3)
| №  | Дата            | Турнир                                 | Покрытие | Партнёр        | Соперники в финале                 | Счёт              |
| 1. | 19 августа 2012 | Аппьяно-сулла-Страда-дель-Вино, Италия | Грунт    | Никола Чирич   | Андреа Арнабольди Алессандро Мотти | 6-3 6-7(5) [10-6] |
| 2. | 17 марта 2013   | Сараево, Босния и Герцеговина          | Хард(i)  | Томислав Бркич | Кароль Бек Игорь Зеленай           | 6-3 7-5           |
| 3. | 16 августа 2014 | Аппьяно-сулла-Страда-дель-Вино, Италия | Грунт    | Томислав Бркич | Янник Ройтер Максим Тейшейра       | 6-3 6-4           |

#### Поражения (4)
| №  | Дата            | Турнир                        | Покрытие | Партнёр        | Соперники в финале           | Счёт              |
| 1. | 16 мая 2010     | Сараево, Босния и Герцеговина | Грунт    | Златан Кадрич  | Мильян Зекич Душан Лайович   | 3-6 4-6           |
| 2. | 18 февраля 2012 | Загреб, Хорватия              | Хард(i)  | Мате Делич     | Андрей Дээуску Флорин Мерджа | 5-7 1-6           |
| 3. | 21 ноября 2015  | Брешиа, Италия                | Хард(i)  | Никола Мектич  | Илья Бозоляц Игорь Зеленай   | 0-6 3-6           |
| 4. | 27 января 2019  | Берни, Австралия              | Хард     | Томислав Бркич | Дуди Села Ллойд Харрис       | 3-6 7-6(3) [8-10] |